# 금강공업
금강공업은 부산광역시 사하구 다산로 110에 본사를 둔 건설 기업이자 철강관 제조업체이다.

## 같이 보기
- 고려산업